# Mohamed Arbi Zarrouk Khaznadar
Pour les articles homonymes, voir Famille Zarrouk.
Mohamed Arbi Zarrouk Khaznadar (arabe : محمد العربي زروق خزندار), né vers 1760 au Bardo et mort le 29 octobre 1822 au Bardo, est un homme politique tunisien.

## Biographie
Il naît au sein d'une famille chérifienne de Béja constituée de grands propriétaires terriens proches de la cour des beys husseinites : son grand-père paternel Ahmed Zarrouk est le secrétaire du cheikh Youssef Bourtaghiz, bach-mufti hanéfite et éminence grise d'Hussein Ier Bey ; son grand-père maternel est l'influent ministre mamelouk Rejeb Khaznadar.
Mohamed Arbi Zarrouk Khaznadar est aussi le frère de lait de la princesse Amina Baya, sœur d'Hammouda Pacha et future épouse du prince Mahmoud Bey. Son père, contrôleur des travaux de restauration du palais beylical, se charge de son instruction.

### Carrière politique
À l'image de son père, il entre au service d'Hammouda Pacha comme superviseur de grands travaux, comme la construction du fort du Kef, près de la frontière algérienne, ou d'autres ouvrages militaires. Après 1800, il accompagne le ministre Youssef Saheb Ettabaâ dans les tournées (mhalla) de pacification et de levée des impôts dans les zones tribales, en tant que conseiller et trésorier.

#### Principal ministre
En 1814, il complote avec sa sœur Amina Baya pour pousser les princes Hussein et Moustapha à assassiner Osman Bey et ses fils et à rétablir la légitimité en la personne de leur père, Mahmoud Bey.
Après le coup d'État, il est frustré de ne pas prendre la place de Youssef Saheb Ettabaâ, homme fort du temps d'Hammouda Pacha et de son frère Osman. Zarrouk se contente provisoirement de la place de ministre des Finances (khaznadar). Néanmoins, les soupçons du nouveau bey, entretenus par Zarrouk, sa femme Amina Baya et le prince Hussein, ont raison de Saheb Ettabaâ. Zarrouk, aidé d'un puissant parti désireux de se défaire de son influence, organise son assassinat dans le grand vestibule du palais du Bardo. Il prend enfin le poste de principal ministre de la régence. Il traque alors les alliés de l'ancien ministre : certains sont emprisonnés, tous sont dépossédés de leurs biens, dont le père du chroniqueur Ibn Abi Dhiaf, ancien secrétaire de Saheb Ettabaâ.
Profitant de sa position dominante vis-à-vis des princes et ayant vidé la cour des anciens hommes forts du temps d'Hammouda Pacha, Zarrouk s'enrichit considérablement à l'image de Saheb Ettabaâ. Il participe activement au négoce de l'huile d'olive et du blé et se construit l'un des plus grands palais de la médina de Tunis, dans le quartier de la rue des Juges. Il permet aussi de sauver la dynastie lors de la révolte des soldats turcs de la milice en 1816. Il ne parvient pourtant pas à contenir les puissances européennes, réunies en congrès, et désireuses de stopper l'activité corsaire de la régence.

### Assassinat
Zarrouk porte de plus en plus ombrage à son beau-frère Mahmoud Bey. Le souverain décide alors de lui faire endosser seul la responsabilité de l'assassinat de Saheb Ettabaâ : Zarrouk est éliminé dans les mêmes circonstances que Saheb Ettabaâ, devant l'une des portes du palais du Bardo. Il est étranglé par les gardes mamelouks du bey le 29 octobre 1822, sans que ses neveux n'interviennent, et enterré le jour même dans le cimetière du Djellaz. Son jeune fils Mohamed, père de Mohamed Larbi Zarrouk, est emprisonné durant plusieurs mois ainsi que ses alliés ; sa sœur Amina Beya décède deux mois plus tard. Le jeune Ahmed, mamelouk circassien que Zarrouk avait adopté et élevé, est emmené dans le sérail d'Hussein Bey. Il fera carrière dans l'armée de Sadok Bey et se fera connaître comme ministre de la Guerre.
Hussein Khodja, chef de la garde mamelouk du bey, succède à Zarrouk comme principal ministre.